# Federico Andreotti
Federico Andreotti (* 6. März 1847 in Florenz; † 30. Oktober 1930 ebenda) war ein italienischer Maler und Illustrator.

## Leben

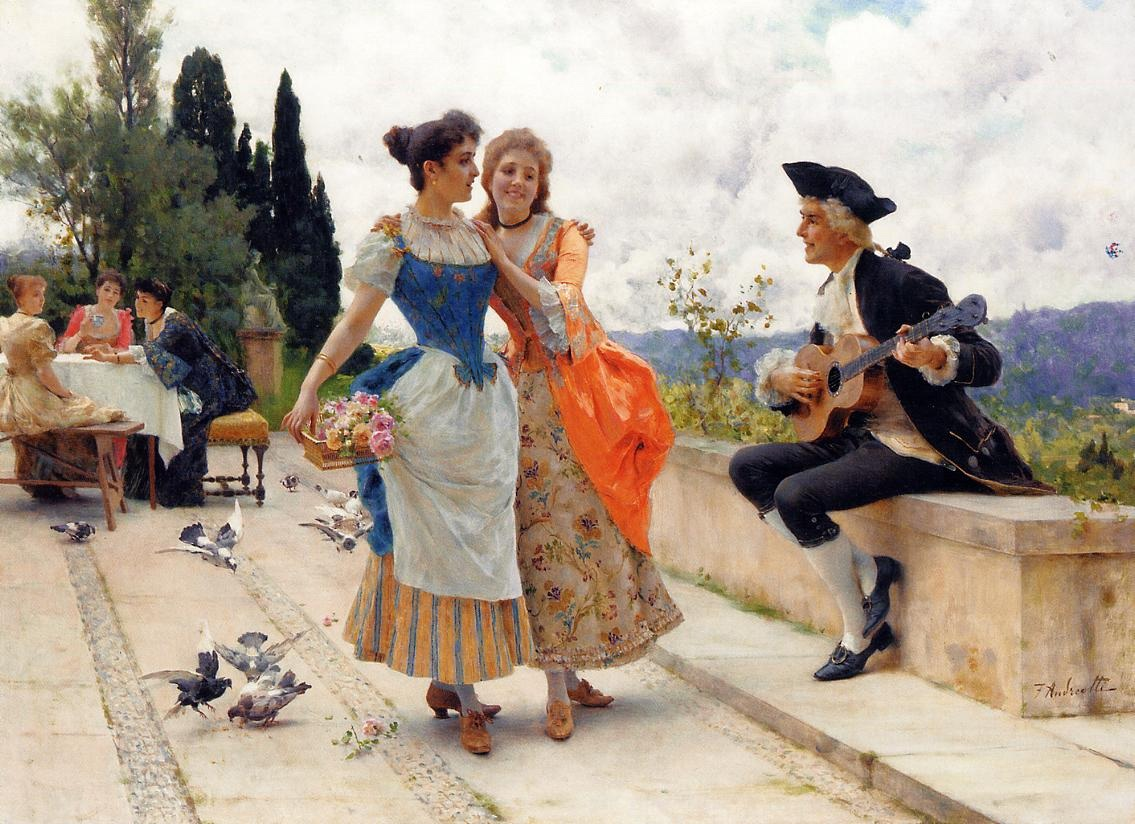
Die Serenade

Andreotti studierte ab 1861 an der Accademia di Belle Arti in Florenz bei Enrico Pollastrini, Stefano Ussi und Angiolo Tricca. Als junger Kunstler schuf er 1864 im Auftrag des Königs von Italien Viktor Emanuel II. ein großformatiges Bild mit der Darstellung Girolamo Savonarolas.
Er illustrierte eine Sammlung von Kurzgeschichten von Neri Tanfucio (Pseudonym von Renato Fucini) Le Veglie di Neri, paesi e figure della campagna toscana (Neris Mahnwachen, Länder und Figuren der toskanischen Landschaft) und malte meist Porträts und Genreszenen in Kostümen des 17. und 18. Jahrhunderts. Nebenbei beschäftigte er sich mit der Tempera- und Freskenmalerei.
Andreotti wurde 1879 zum Professor der Florentiner Akademie ernannt und stellte seine Werke von 1879 bis 1883 an der Royal Academy of Arts in London aus.